# Antillotrecha iviei
Antillotrecha iviei es una especie de arácnido  del orden Solifugae de la familia Ammotrechidae.

## Distribución geográfica
Se encuentra en las Islas de Sotavento.